# Bătălia din Golful Leyte
Bătălia din Golful Leyte sau Bătălia pentru Golful Leyte, cunoscută și ca A Doua Bătălie din Marea Filipinelor, este în general considerată a fi cea mai mare confruntare navală din al doilea război mondial și, de asemenea, după unele criterii posibil cea mai mare bătălie navală și aeriană din istorie.

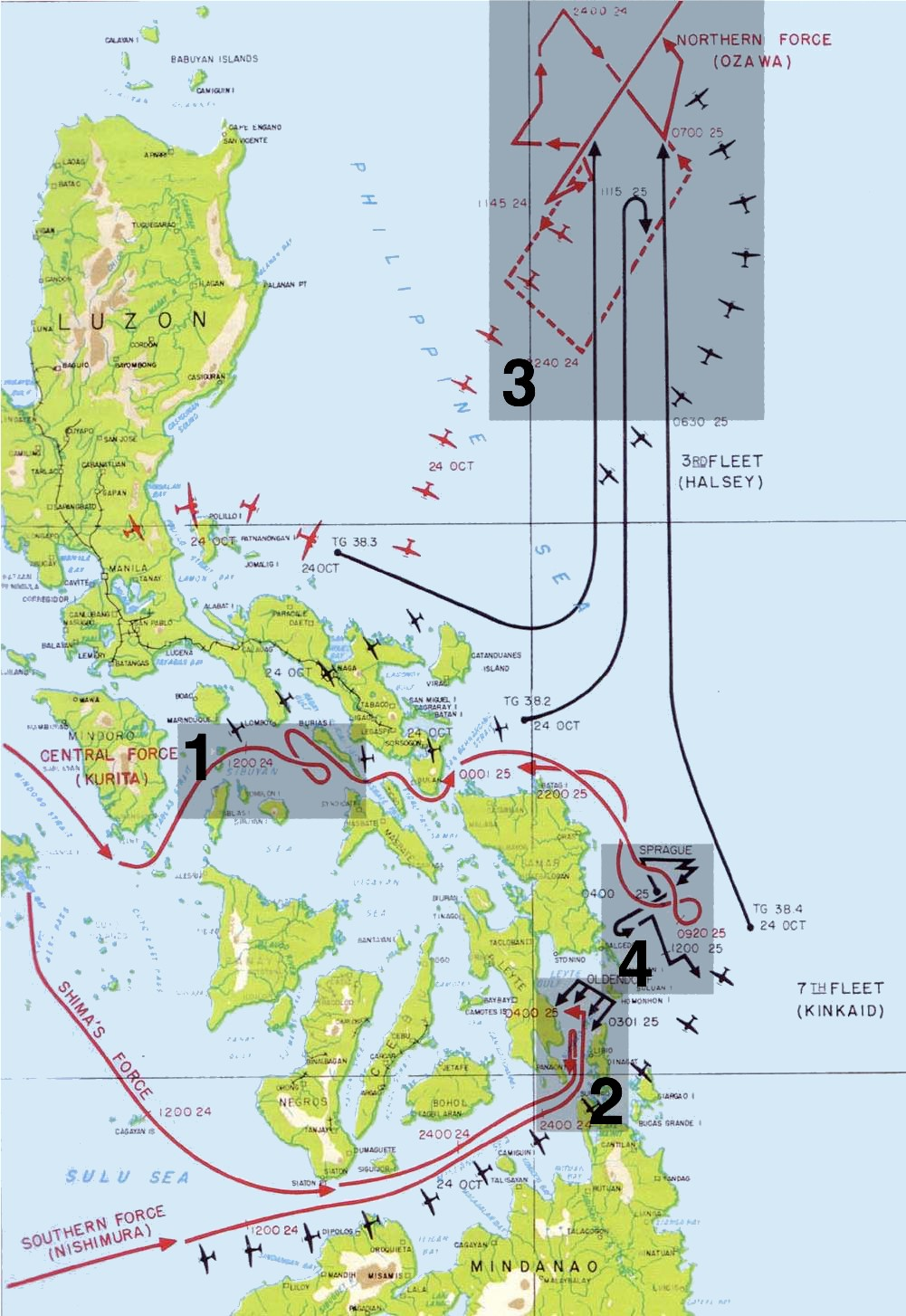
Cele patru acţiuni principale în cadrul Bătăliei din Golful Leyte. 1 Bătălia din Marea Sibuyan 2 Bătălia din Strâmtoarea Surigao 3 Bătălia de la Capul Engaño 4 Bătălia din Samar. Golful Leyte se află deasupra zonei hașurate 2 și la stânga de zona hașurată 4. Insula Leyte se află în stânga golfului.

Bătălia a avut loc în apropierea insulelor  Filipine, lângă insulele  insula Leyte și  insula Samar între 23-26 octombrie 1944 între forțele americane și australiene Combinate și Marina Imperială Japoneză. La 20 octombrie trupele Statelor Unite au invadat insula Leyte ca parte a strategiei de izolare a Japoniei de țările ocupate în Asia de Sud Est și în special privarea forțelor și industriei japoneze de resursele vitale de petrol. 

Marina Imperială Japoneză și-a mobilizat aproape toate forțele navale rămase în încercare de a înfrânge trupele aliate de invazie, dar a fost respinsă de flotele Flota a 3-a Americană și Flota a 7-a Americană a  Forțelor Navale ale Statelor Unite.  

Marina Imperială Japoneză nu a reușit să-și atingă obiectivele, a suferit pierderi grele și nu a reușit niciodată în viitor să prezinte într-o luptă o forță comparabilă ca mărime. Marea majoritate a navelor sale mari lipsite de combustibil aveau să rămână în baza lor pentru restul războiului din Pacific. 
Bătălia din Golful Leyte include patru mari bătălii navale: Bătălia din Marea Sibuyan,  Bătălia din Strâmtoarea Surigao, Bătălia de la Capul Engaño și Bătălia din Samar, precum și alte acțiuni aeriene și navale.
Bătălia din Golful Leyte este notabilă și pentru faptul că a fost prima bătălie în care portavioanele japoneze au organizat atacuri kamikaze. De remarcat și faptul că în această bătălie Japonia avea un număr mai mic de avioane decât numărul navelor folosite de Forțele aliate, o demonstrație clară a diferenței mari dintre cele două părți combatante în această fază a războiului.

## Context istoric
Campaniile din august 1942 până la începutul lui 1944 au eliminat forțele japoneze din multe baze pe care le aveau pe insule în partea de sud și centrală a Oceanul Pacific, în timp ce au izolat  multe alte baze ale lor (mai ales în Insulele Solomon, Arhipelagul Bismarck, Insulele Amiralității, Noua Guinee, Insulele Marshall, și Insula Wake) iar în iunie 1944, o serie de debarcări amfibii americane sprijinite de Fast Carrier Task Force a flotei a cincea a SUA au capturat cele mai multe dintre Insulele Mariane (ocolind insula Rota). Această ofensivă a făcut breșe în inelul strategic interior de apărare al Japoniei și a dat americanilor o bază de la care cu ajutorul bombardierelor cu rază lungă de acțiune Boeing B-29 Superfortress puteau ataca insulele japoneze.
Japonezii au contraatacat în Bătălia din Marea Filipinelor. Marina americană a distrus trei portavioane japoneze (avariind și alte nave) și aproximativ 600 de avioane japoneze, lăsând practic Marina Imperială Japoneză fără forță aviatică pe portavioane și fără piloți cu experiență.

## Planul de luptă

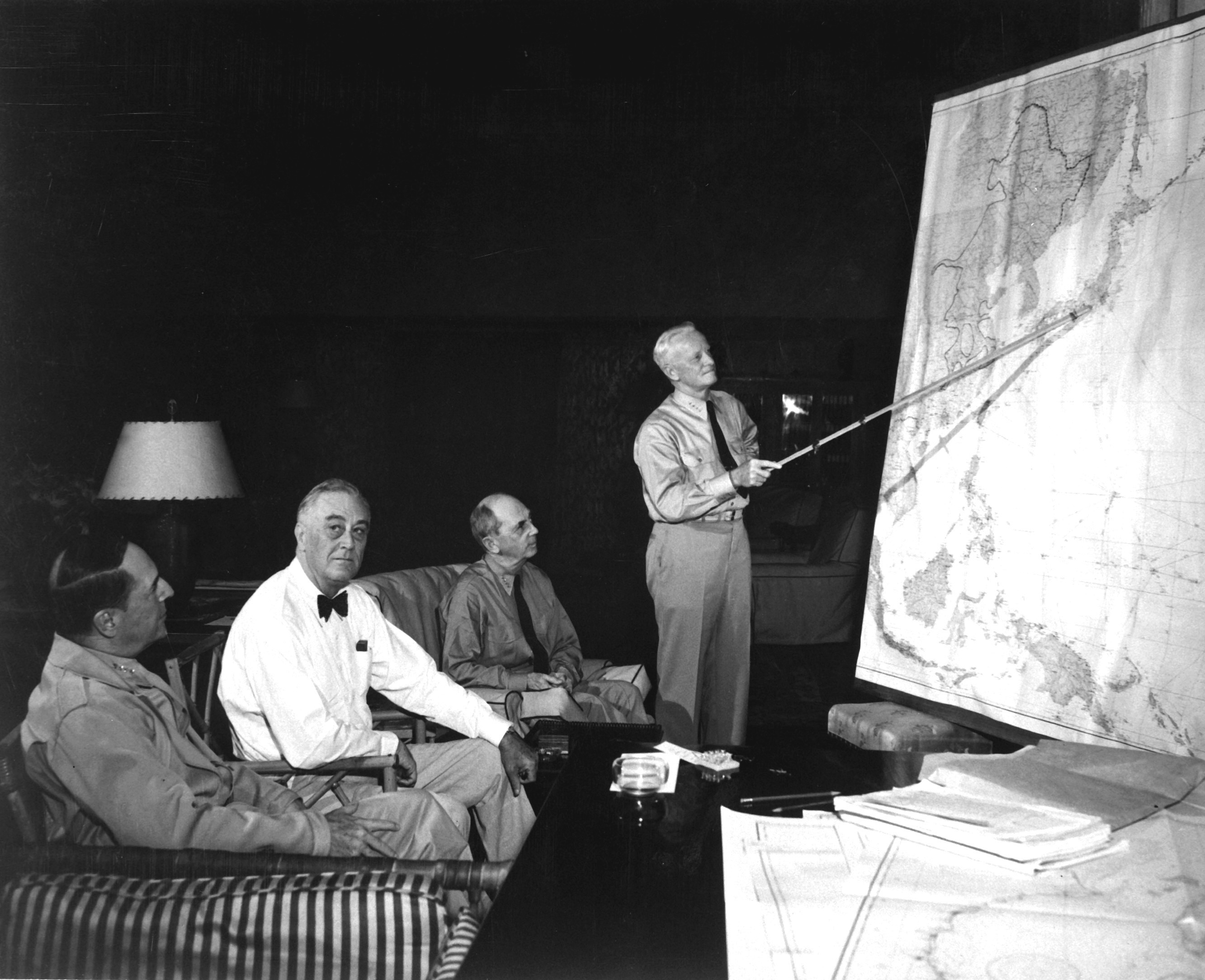
Amiralul Chester Nimitz (în picioare) expunându-și planul de ocolire a insulelor Filipine amiralului W.D. Leahy, generalului MacArthur și președintelui Roosevelt.

Pentru operațiunile ulterioare, amiralul Ernest King și alți membri ai Statului Major au fost în favoarea blocării forțelor japoneze în Filipine și atacarea Formosei (Taiwan), pentru a asigura americanilor și australienilor controlul asupra rutelor maritime între Japonia și Asia de sud. Generalul Douglas MacArthur al  Armatei SUA a insistat pentru o invazie în insulele Filipine, care de asemenea ar fi tăiat liniile de aprovizionare spre Japonia.  După opinia sa lăsarea insulelor Filipine în mâinile japonezilor ar fi fost o lovitură prestigiului american și un afront personal lui  MacArthur, care în 1942 a rostit fraza devenită celebră: „I shall return/ Mă voi întoarce”.  De asemenea, ocolirea forței aeriene considerabile masate de japonezi în Filipine era considerat de mulți ofițeri de grad înalt prea periculos, inclusiv de amiralul  Chester Nimitz. Nimitz și MacArthur la început aveau planuri opuse. Planul lui Nimitz era centrat pe o invazie în Formosa, cu care putea să taie aprovizionarea japonezilor din  Asia de sud-est și de asemenea era potrivit și pentru o invazie în China continentală, lucru pe care MacArthur în considera inutil.
O întâlnire între MacArthur, Nimitz, și președintele Roosevelt a clarificat faptul că Filipinele sunt un obiectiv strategic, dar acest lucru a contat mai puțin decât se afirmă uneori în decizia finală de a invada Filipinele. În cele din urmă Nimitz s-a răzgândit și a fost de acord cu planul lui MacArthur.
S-a estimat de asemenea, că o invazie a Formosei ar avea nevoie în 12 divizii pușcași marini americani. Aceasta era o forță terestră mai mare decât puteau americanii să strângă la acel moment în Oceanul Pacific, toată armata australiană fiind angajată la acel moment  în Insulele Solomon, Noua Guinee, și în   Indiile Olandeze de Est și diverse alte insule din Pacific. Invazia Formosei avea nevoie de forțe terestre mult mai mari decât cele disponibile la sfârșitul anului 1944 și un astfel de atac nu ar fi fost fezabil până când înfrângerea Germaniei naziste nu ar fi eliberat forțele terestre necesare.
În cele din urmă s-a decis că forțele lui MacArthur vor invada insula Leyte din Filipine. Forțe amfibii și sprijinul oferit de forța navală va fi asigurată Flota a 7-a comandată de vice-amiralul Thomas C. Kinkaid. Flota a 7-a la acel moment cuprindea unități ale Marinei Americane, Marina Regală Australiană, inclusiv crucișătoare grele din clasa „County”: Crucișătorul Shropshire și Crucișătorul Australia, distrugătorul Arunta și câteva nave de luptă din Noua Zeelandă și/sau Olanda.
Flota a 3-a comandat de amiralul William F. Halsey, cu Task Force 38 comandat de viceamiralul Marc Mitscher va asigura pentru invazie un suport și acoperire de la distanță. 
Un viciu fundamental al acestui plan a fost că operația navală nu avea în vârful comenzii un amiral în poziție de comandant suprem. Lipsa unei comande unificate pe lângă problemele și eșecul în comunicații va produce forțelor americane criză și aproape un dezastru strategic.(Fuller 1956, Morison 1956).
Printr-o coincidență planul japonez, folosind trei flote separate, era lipsită de asemenea de o conducere unitară. Opțiunile american au fost evidente Marinei Militare Imperiale Japoneze. Șeful Flotei Combinate,  Soemu Toyoda a pregătit patru planuri pentru "victorie": Shō-Gō 1, care era o operațiune navală majoră în Filipine, în timp ce "Shō-Gō 2, Shō-Gō 3 și Shō-Gō 4 erau răspunsuri la un atac în insula Formosa, insulele Ryukyu și insulele Kurile. Planurile erau operații ofensive foarte complexe care implicau aproape toate forțele disponibile pentru bătălia decisivă, în ciuda faptului că operațiunea urma să diminueze substanțial rezervele de combustibil ale Japoniei.
În 12 octombrie 1944, Flota a 3-a sub conducerea amiralului Halsey a început o serie de raiduri ale portavioanelor împotriva Formosei și insulelor Ryukyu, pentru a asigura că avioanele de pe bazele de pe insulele amintite nu pot interveni în debarcarea de la Leyte. Conducerea japoneză a pus deci în funcțiune planul Shō-Gō 2, lansând valuri succesive de atacuri împotriva portavioanelor Flotei a 3-a. În aceste lupte înverșunate japonezii au pierdut 600 avioane în trei zile, aproape toate forțele aeriene aflate în regiune. După invazia americană în Filipine Marina Japoneză a trecut la planul Shō-Gō 1.
Shō-Gō 1 era un plan prin care navele viceamiralului Jisaburō Ozawa, cunoscute ca „Forța de Nord”, trebuiau să atragă forțele americane principale de acoperire departe de Leyte. Forța de Nord era construit în jurul a câtorva portavioane, dar acestea aveau doar câteva avioane sau echipaj instruit. Portavioanele aveau să servească ca momeala principală. Odată ce forțele de acoperire americane erau momite departe, alte două forțe aveau să se apropie de Leyte dinspre vest. „Forța de Sud” sub viceamiralul Shōji Nishimura și Kiyohide Shima aveau să lovească zona de debarcare a americanilor prin strâmtoarea Surigao. „Forța Centrală” sub comanda viceamiralul Takeo Kurita - de departe forța cea mai mare dintre cele trei - avea să treacă prin strâmtoarea San Bernardino în Marea Filipinelor, apoi urma să vireze spre sud și să atace de asemenea zona de debarcare.
Acest plan putea duce la distrugerea uneia sau mai multor dintre forțele atacatoare, însă mai târziu Toyoda explica anchetatorilor americani că:
„Știam că dacă pierdem insulele Filipine, degeaba ne rămâne flota și se întoarce în Japonia, pentru că nu i-ar mai fi rămas combustibil pentru operațiile militare viitoare. Dacă flota nu s-ar fi întors în Japonia ci rămânea în apele din sud, nu puteam să o alimentăm cu combustibil și muniție. Așa că degeaba ar fi supraviețuit flota luptei în Filipine, că după aceea nu ne-am fi putut folosi de ea”.
Forțele japoneze
| Numele grupului naval | Comandant | Navele                                |
| --------------------- | --------- | ------------------------------------- |
| Grupul Nord           | Ozawa     | 1 CV, 3 CVL, 2 BB, 3 CL, 8 DD         |
| Grupul Central        | Kurita    | 5 BB, 10 CA, 2 CL, 15 DD              |
| Grupul Sud 1          | Nishimura | 2 BB, 1 CA, 4 DD                      |
| Grupul Sud 2          | Shima     | 2 CA, 1 CL, 4 DD                      |
| În total:             |           | 1 CV, 3 CVL, 9 BB, 13 CA, 6 CL, 31 DD |

unde:
(CV = portavion, CVL = portavion ușor, CVE = portavion de escortă, BB = cuirasat, CA = crucișător greu, CL = crucișător ușor, DD = distrugător)
Forțele americane
| Numele grupului naval | Comandant                 | Navele                                          |
| --------------------- | ------------------------- | ----------------------------------------------- |
| TG 77.2               | Oldendorf                 | 6 BB, 3 CA, 2 CL, 15 DD                         |
| TG 77.3               | Berkey                    | 1 CA, 2 CL, 6 DD                                |
| TG 77.4               | T.Sprague/C.Sprague/Stump | 18 CVE, 27 DD                                   |
| TF 38                 | Halsey                    | 8 CV, 8 CVL, 4 BB, 5 CA, 9 CL, 57 DD            |
| În total:             |                           | 8 CV, 8 CVL, 18 CVE, 10 BB, 9 CA, 13 CL, 105 DD |

## Acțiunea submarinelor în strâmtoarea Palawan (23 octombrie 1944)

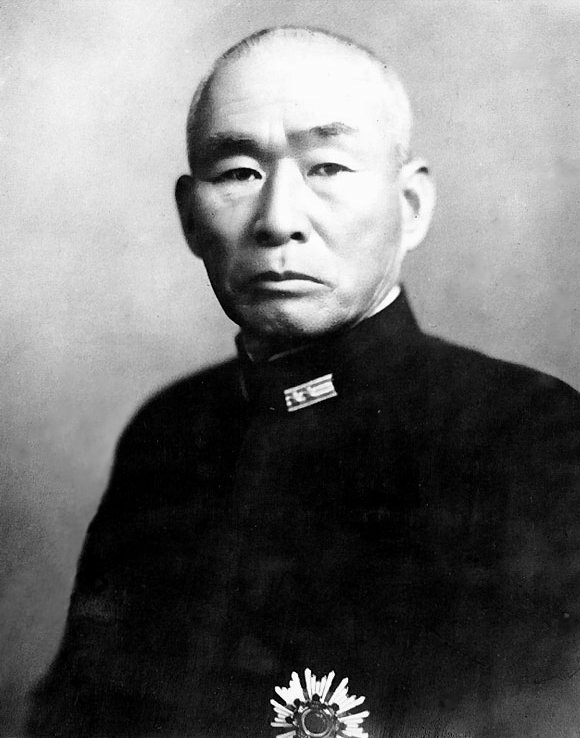
Viceamiralul Takeo Kurita, comandantul Forței Centrale.

(Notă: această acțiune este numită de Morison  ca „Lupta din strâmtoarea Palawan”, alții ca „Bătălia din strâmtoarea Palawan”).
Forța principală japoneză „Forța din Centru” alarmată la vestea atacului american a părăsit baza sa din Brunei. Flota aflată sub comanda amiralului Kurita era formată din cinci mari cuirasate (Yamato, Musashi, Nagato, Kongo, Haruna), din zece crucișătoare grele (Atago, Maya, Takao, Chokai, Myoko, Haguro, Kumano, Suzuya, Tone și Chikuma), din două crucișătoare ușoare (Noshiro și Yahagi) și în final 15 distrugătoare.

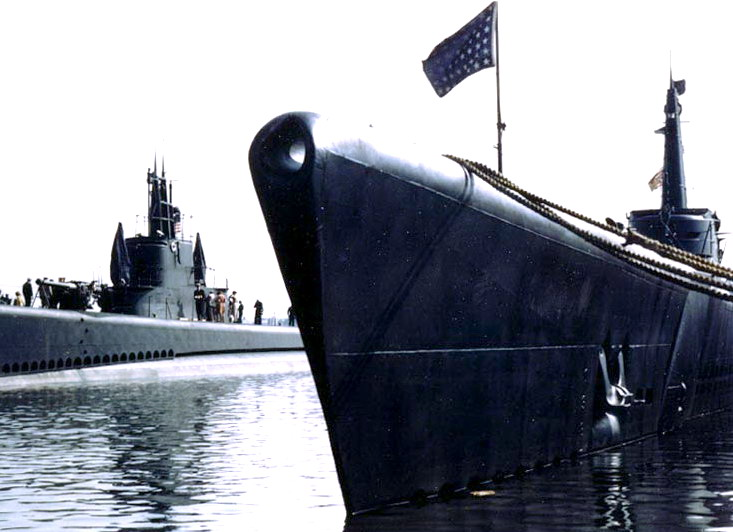
Submarinul USS Dace.jpg

Navele lui Kurita în drum spre Leyte în noaptea dintre 22-23 octombrie 1944 s-au apropiat de insula Palawan. În strâmtoarea dintre Palawan și Borneo patrulau două submarine americane, Darter și Dace. La ora 0:16 la distanța de aproximativ 27 km radarul submarinului Darter a sesizat flota japoneză. Căpitanul submarinului a trimis imediat un raport comandamentului despre flota reperată, ambele unități pornind cu viteza maximă spre flotă. Comunicațiile radio au fost sesizate și de flota japoneză, dar Kurita nu a luat măsurile necesare împotriva submarinelor străine.
După o deplasare de mai multe ore cu viteza maximă cele două submarine au depășit flota cu intenția ca la crăpatul zilei să lanseze primul atac submarin asupra flotei japoneze. Căpitanii au ordonat submersia și armarea torpilelor. Acest atac a avut un succes nescontat de mare. La primele lumini ale dimineții, la ora 5:24 Darter a lansat șase torpile, dintre care cel puțin patru au nimerit nava pavilion a lui Kurita, Atago.  Peste zece minute Darter a mai lansat două torpile împotriva navei din aceeași clasă cu Atago, crucișătorul greu Takao. La ora 5:56 submarinul Dace a reușit să lovească cu patru torpile crucișătorul Maya din aceeași clasă cu celelalte două.
Crucișătoarele Atago și Maya s-au scufundat repede.
Takao - grav avariat - s-a întors spre Brunei, escortat de două distrugătoare încercând să ajungă la port. Cele două submarine s-au pus în urmărirea crucișătorului avariat, dar la 24 octombrie, în apele joase, Darter a eșuat, nereușindu-se eliberarea sa. Echipajul lui Darter a fost salvat de Dace, submarinul fiind abandonat.
Takao s-a întors în Singapore, și a rămas acolo până la sfârșitul războiului.
Atago s-a scufundat atât de repede, încât nu a fost timp nici la coborârea bărcilor de salvare astfel că chiar și amiralul Kurita a fost nevoit să-și reîmprospăteze cunoștințele de înot. După ce amiralul a fost pescuit, s-a ambarcat pe cuirasatul Yamato.

## Bătălia din Marea Sibuyan (24 octombrie 1944)

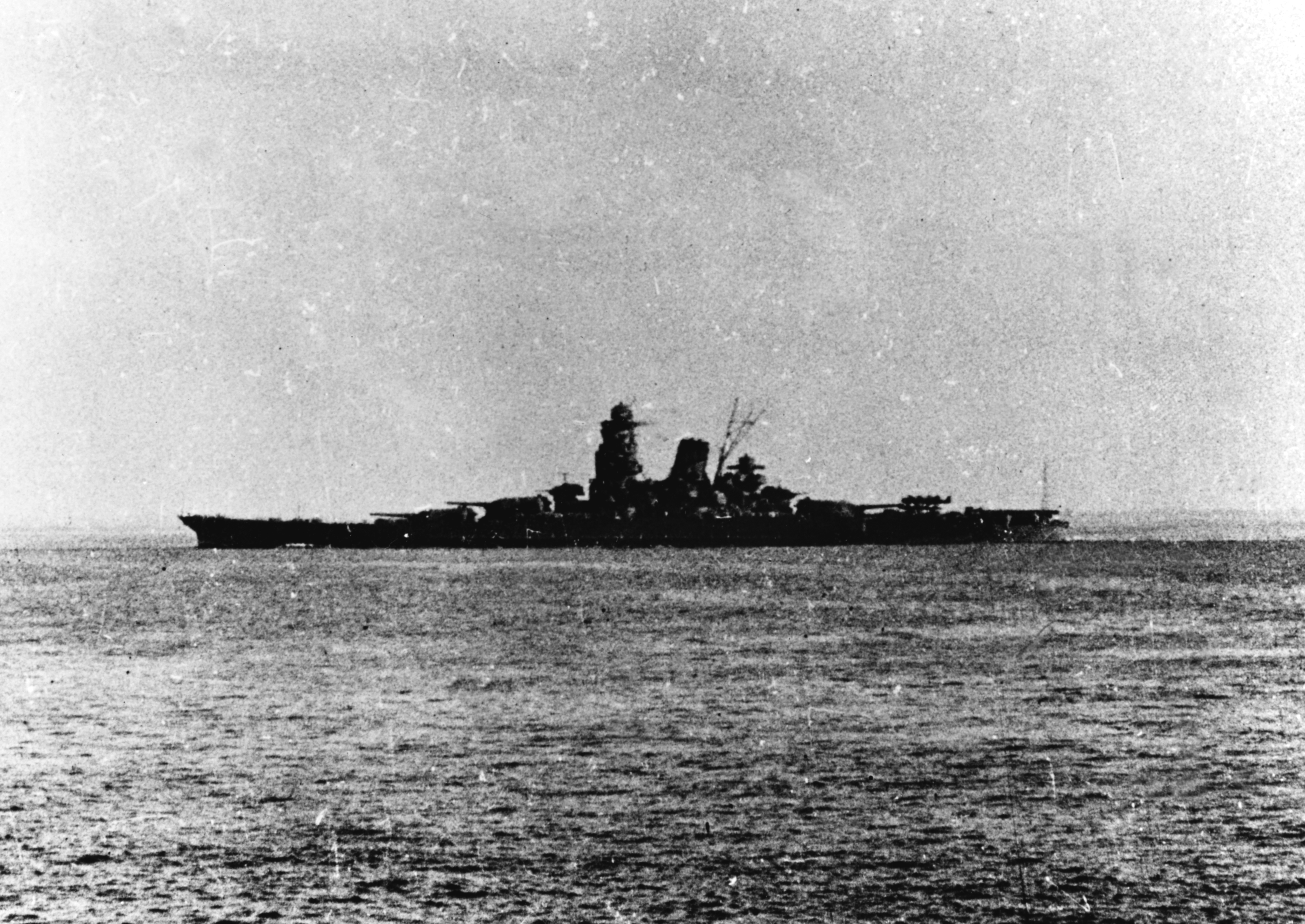
Musashi părăsind Brunei, octombrie 1944 îndreptându-se spre golful din Leyte.

La 24 octombrie dimineața la orele 08:00 avioanele de recunoaștere ale escadrilei VF-20 (avioane de vânătoare F6F-5 Hellcat, bombardiere în picaj VB-20 Helldiver și avioanele torpiloare VT-20 Avenger) de pe portavionul portavionul american Enterprise aparținând Flotei a 3-a a lui Halsey au sesizat forțele japoneze principale care soseau pe marea Sibuyan. În pofida forței mari pe care o reprezentau, Flota a 3-a nu era bine plasată ca să facă față pericolului, deoarece la 22 octombrie Halsey a trimis înapoi două unități de luptă (portavioane și navele însoțitoare cu care formau grupuri de acțiune de sine-stătătoare) la baza de la insula Ulithi pentru aprovizionare. Flota TF 38 a viceamiralului McCain nu a fost chemată înapoi nici când submarinul Darter i-a raportat lui Halsey că japonezii se apropie, astfel că Flota a 3-a a început lupta într-o situație dezavantajată cu o forță mai mică cu 40%, fără cele șase crucișătoare grele.
La detectarea navelor japoneze doar forța de sprijin TF 38.2 al lui Bogan (portavionul greu Interpid și două portavioane ușoare), din neșansă cea mai slabă dintre toate a fost atât de aproape de japonezi ca să poată porni un atac. La primirea raportului de la submarinul Darter Halsey a chemat înapoi unul din cele două grupuri de portavioane dar celuilalt grup TF 38 (care era mai puternic) i-a dat ordin de întoarcere doar la 24 octombrie, din acest motiv acest grup (cu cele șase crucișătoare grele) practic nu a mai putut participa la luptă.
La ora 10:30 bombardierele de pe portavioanele ușoare Intrepid și Cabot au atacat navele lui  Kurita, lovind cuirasatele „Nagato”, „Yamato” și „Musashi”, producând avarii grave crucișătorului greu „Mioko”.  Un al doilea val de avioane de pe Intrepid, Essex și Lexington cu avioane Helldivers și Hellcats au reușit să lovească de 10 ori cuirasatul Musashi. Al treilea val de avioane (de pe portavioanele Enterprise și Franklin) cu alte 11 bombe și cu opt torpedouri a reușit să lovească nava grav avariată și înclinată într-o parte, nava devenind o epavă arzândă.
Kurita și-a întors flota să iasă din raza de acțiune a avioanelor americane abandonând Musashi avariat. La ora 17:15 a luat cap compas spre  strâmtoarea San Bernardino.
Musashi abandonat, s-a scufundat în jurul orei 8.
A doua cea mai mare navă  de luptă din lume nu a luptat niciodată cu inamic mai mare ca un avion și a fost scufundat de avioane împotriva cărora tunurile sale cu calibrul de 46 cm au fost fără efect.

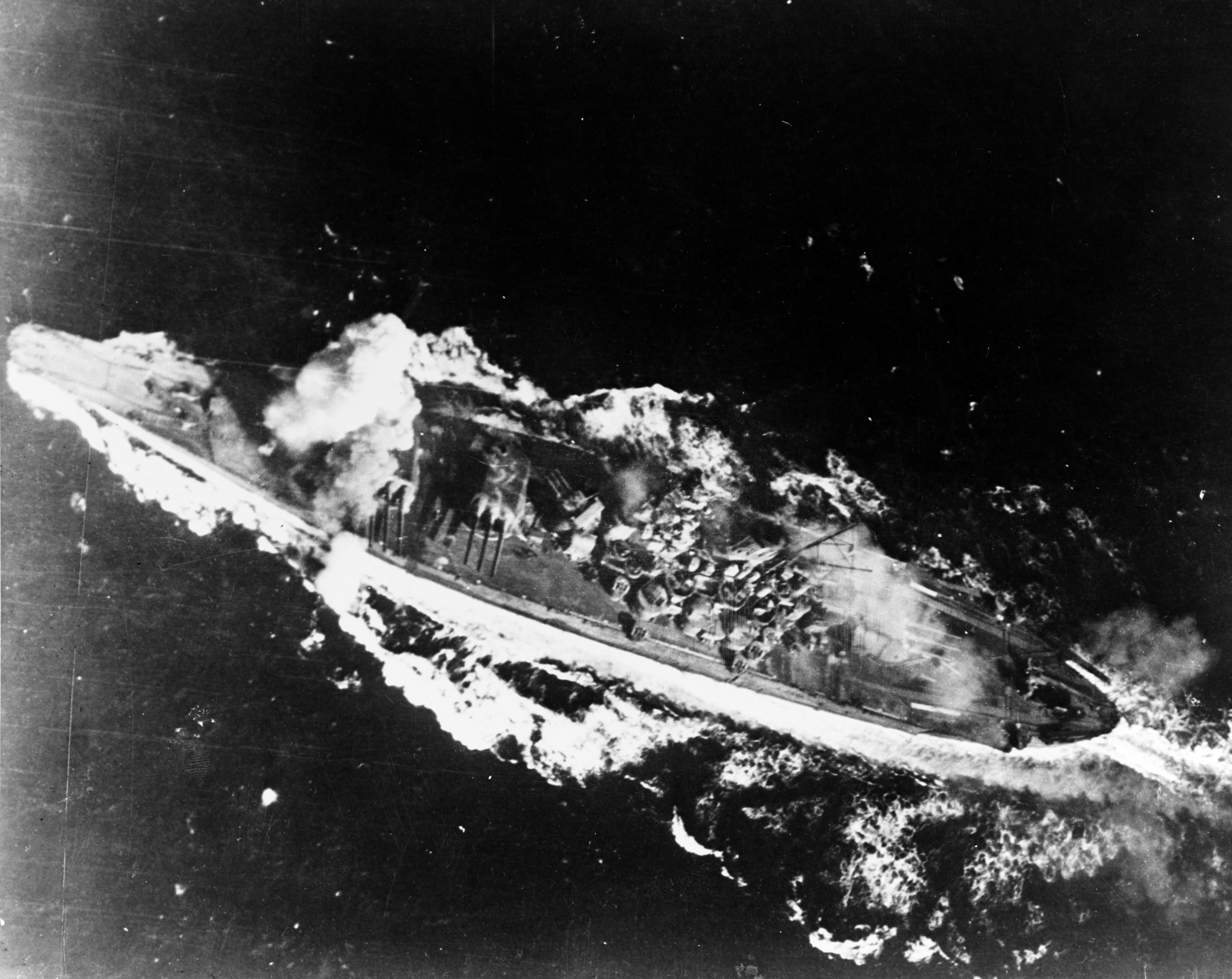
Cuirasatul Yamato este lovit de o bombă - 24 octombrie 1944

Între timp avioanele Flotei aeriene  1 a Japoniei de la Luzon din ordinul viceamiralului Takijirō Ōnishi au atacat în trei valuri portavioanele grupului de luptă 38.3 comandate de contraamiralul Sherman (acest grup de luptă nu a participat la acțiunea împotriva navelor japoneze, sarcina sa fiind chiar blocarea și nimicirea flotei aeriene japoneze cu baza pe uscat). Fiecare dintre cele trei valuri japoneze ale lui Ōnishi era format din 50-60 avioane.

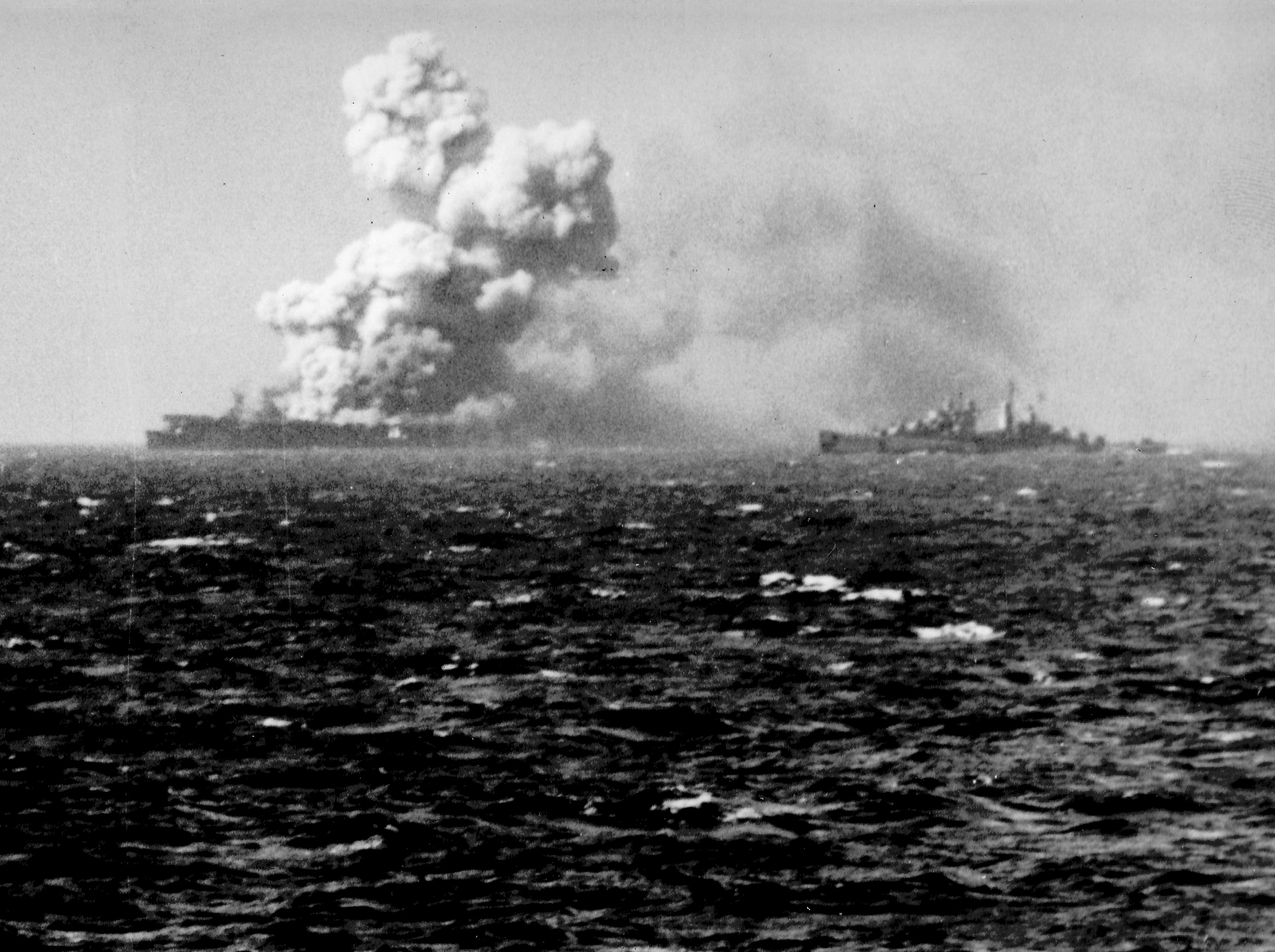
Portavionul USS Princeton explodează la ora 15:23

Cele mai multe avioane de atac japoneze au fost interceptate și doborâte de F6F Hellcat-urile de patrulare ale lui Sherman din apărarea aviatică a portavioanelor (dintre care se remarcă comandantul avioanelor de vânătoare de pe Essex,  David McCampbell, care în această acțiune a fost creditat cu doborârea a 9 avioane inamice).
Cu toate acestea, un bombardier în picaj japonez Yokosuka D4Y Judy a reușit să pătrundă între avioanele de vânătoare și la 9:38 a nimerit cu o bombă perforantă de 250 kg portavionul ușor Princeton. Bomba a produs un incendiu în hangar și datorită faptului că din cauze necunoscute instalația de stingere a incendiului nu funcționa corespunzător focul s-a extins, iar la ora 15:23 a avut loc o explozie imensă (probabil în magazia de bombe din spate).
Explozia a deteriorat Princeton-ul și a produs pierderi grave nu numai pe portavionul avariat ci și pe nave aflate în apropiere. Doar crucișătorul Birmingham aflat în apropiere și care ajuta la stingerea incendiului a pierdut mai mult de 300 de oameni. Epava Princeton-ului a fost scufundat în final de crucișătorul Reno la ora 17:50.
Birmingham a fost atât de grav avariat, încât a fost nevoit să se retragă.
Flota a 3-a în 24 octombrie a pornit în total 259 atacuri cu avioane F6F Hellcat împotriva navelor lui Kurita (Forța Centrală). Marea majoritate ale acestor misiuni erau misiuni de vânătoare-bombardier, cu care au reușit să provoace multe distrugeri scoțând din luptă crucișătoarele Musashi și Myoko, dar marea majoritate a flotei japoneze a rămas în continuare în stare de luptă. Problema a fost că un crucișător japonez trebuia nimerit cu 10-20 de bombe ca să sufere avarie serioasă pentru care avioanele disponibile de pe portavioane nu erau suficiente. A fost greșeală și faptul că cei mai mulți piloți au atacat o singură navă, Musashi.
Doar acum a devenit clar ce greșeală mare a fost să se trimită în spate portavioanele mari, respectiv că nu au fost chemați imediat înapoi. Datorită deciziei greșite flota americană nu a reușit să slăbească suficient de mult și să înceteze navele lui Kurita, astfel că acestea au trecut în viteză prin strâmtoarea San Bernardino și a doua zi dimineața spre groaza americanilor au apărut lângă plajele insulei Samar.

## Apărarea strâmtorii San Bernardino și Grupul de luptă 34.
După ce americanii au descoperit forțele principale ale lui Kurita și Flota din Sud a lui Nisimura, amiralul Halsey a convocat un consiliu pe bordul cuirasatului New Jersey.
Deoarece încă nu știau de flota de portavioane din nord a lui Ozawa, s-a luat decizia că trimit un grup de nave de luptă puternică pentru apărarea strâmtorii San Bernardino să oprească forțele principale japoneze. Formația numită Grupul de luptă 34 a fost pusă sub comanda amiralului Lee, format din 4 cuirasate, 5 crucișătoare, 14 distrugătoare și completat cu două grupuri de portavioane.
Halsey prin radio a trimis astfel de ordine, radiotransmisiuni care au fost auzite și de comandamentul din Atlantic al amiralului Nimitz. Separarea navelor grupei de luptă de restul navelor însă nici acum nu a avut loc.

## Halsey mușcă momeala: se deplasează precipitat spre nord (24 octombrie)

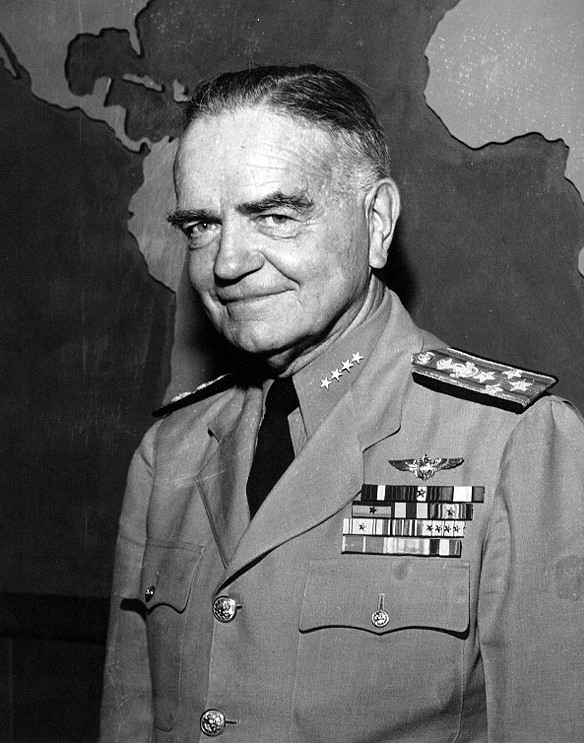
Amiralul William Halsey.

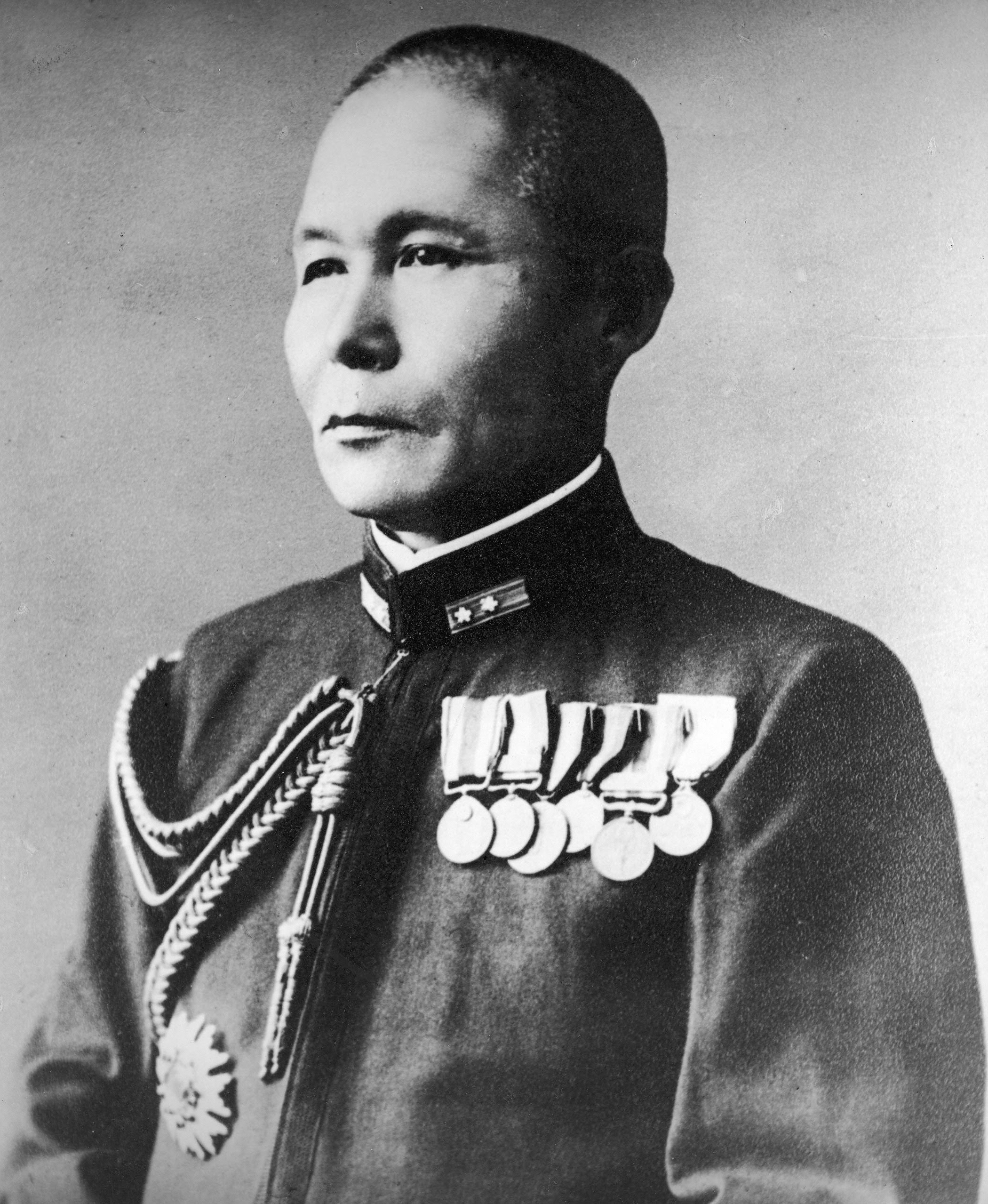
Viceamiralul Jisaburo Ozawa.

Târziu după masa la 24 octombrie orele 16:40 avioanele de recunoaștere ale Flotei a 3-a au descoperit Flota din Nord a lui Ozawa. Flota a fost descoperită atât de târziu, deoarece comandanții flotei erau foarte preocupați de lupta împotriva lui Kurita și apărarea împotriva avioanelor japoneze cu bază terestră. Descoperirea a fost întârziată și de faptul că operatorii radio al lui Ozawa au interceptat un mesaj american care (eronat) raporta că toate unitățile japoneze se retrag, motiv pentru care s-a întors și el. Comandamentul japonez însă a revizuit decizia, astfel că flota s-a întors din nou.
Halsey, după ce a realizat, că portavioanele japoneze sunt cu flota din nord, „și-a dat seama„ imediat că are de a face cu forțele principale ale flotei japoneze, adică a mușcat momeala japonezilor. În baza rapoartelor optimiste ale piloților care atacau flota lui Kurita a considerat că flota japoneză de crucișătoare a suferit pierderi grele și nu mai constituie în viitor pericol.
A pornit imediat spre nord cu toate navele aflate la dispoziție, lucru pe care l-a raportat prin radio superiorului său, amiralul Kinkaid, comandantul Flotei a 7-a. Deoarece navele grupului 34 se deplasau încă în formația veche (pentru că Halsey încă nu a ordonat înființarea unității), s-au deplasat și ei spre nord cu restul.
Nimitz și ceilalți comandanți - în baza primului mesaj al lui Halsey - au interpretat acest lucru, că toate unitățile se deplasează spre nord  exceptând grupul naval de luptă nr. 34 și toată lumea credea că strâmtoarea  San Bernardino este apărată de o unitate navală puternică.
În ziua de 24 noaptea, un avion de recunoaștere american a sesizat din nou forțele principale japoneze care intrau în strâmtoare și a raportat acest lucru portavionului său Independence. Comandantul grupului de portavioane a transmis raportul imediat grupului Halsey, care au confirmat că „deja știm”.  Amiralul Lee și ceilalți comandanți de unități au considerat informația atât de importantă, încât au repetat încă odată mesajul și l-au trezit pe comandantul flotilei de portavioane, pe  amiralul Marc Mitscher, care a răspuns doar că: „Halsey știe tot, dacă dorește ceva, o să-mi spună”, și s-a culcat la loc.
Astfel că în timp ce toată Flota a 3-a a lui Halsey se deplasa cu toată viteza spre nord, prin strâmtoarea San Bernardino, lăsată fără pază, a trecut flota de cuirasate ale amiralului Kurita, în flotă fiind și cea mai mare navă de luptă din lume, cuirasatul Yamato care se apropia cu viteză spre flota de debarcare americană, rămasă fără apărare.

## Bătălia din strâmtoarea Surigao (25 octombrie 1944)

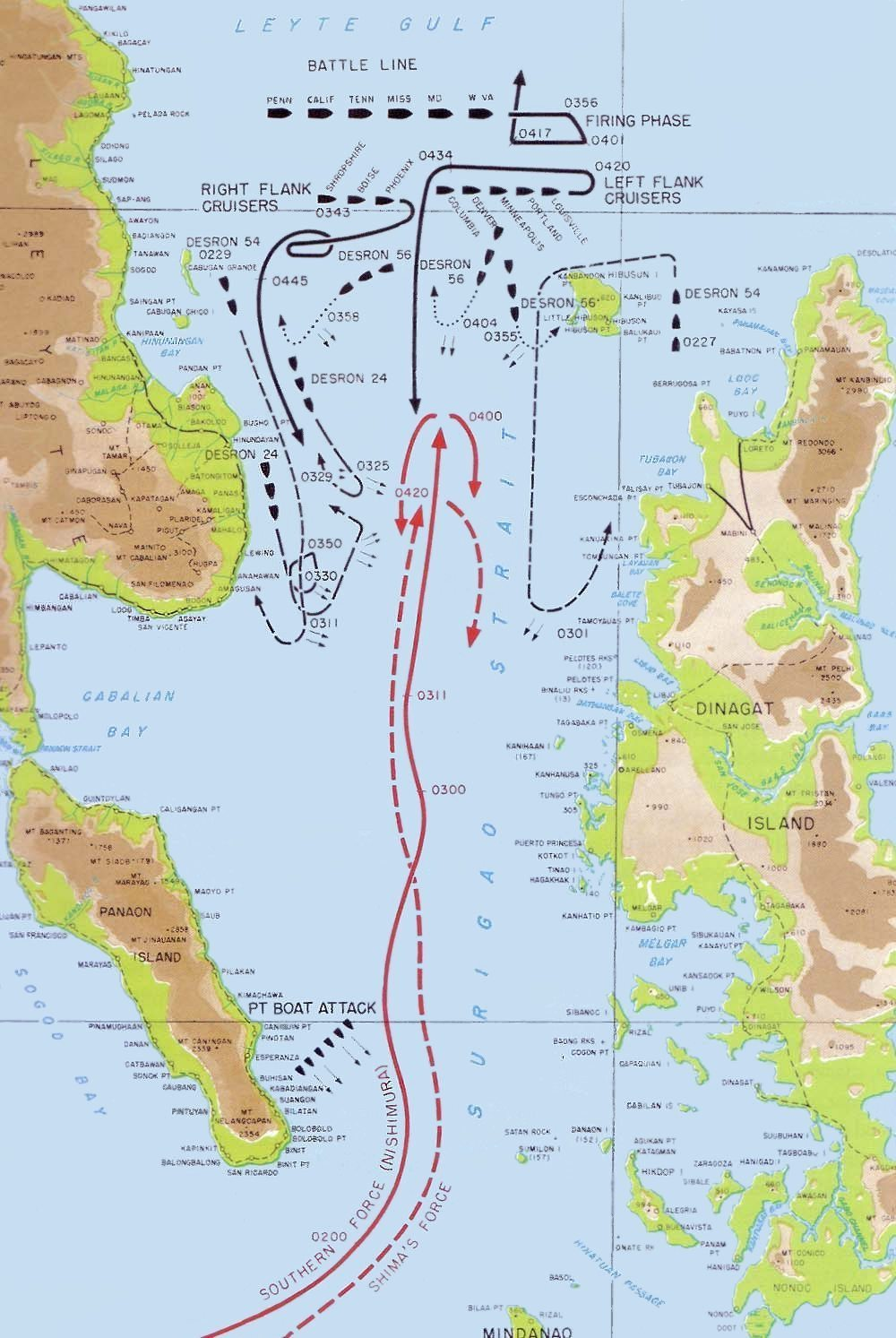
Luptă în strâmtoarea Surigao.

Flota din sud a Amiralului Nishimura, ocolind vârful sudic al insulei Leyte se deplasa prin strâmtoarea Surigao spre flota de debarcare. Flota de Sud nr.2 era formată din 2 cuirasate (Yamashiro și Fuso), un crucișător greu Mogami și din patru distrugătoare. Flota a fost atacată deja de bombardiere americane în 24 octombrie, dar acestea nu au reușit să provoace pagube însemnate.
Pentru a face completă surpriza, japonezii au ordonat flotelor lui Nishimura și al lui Kurita interdicția comunicării prin radio, astfel că aceștia nu și-au putut coordona manevrele. Atunci când flota din sud s-a apropiat de strâmtoarea Surigao, Kurita era încă departe de strâmtoarea  San Bernardino și a rămas în urmă față de Nishimura și o unitate importantă a flotei din sud, care era sub comanda amiralului Sima.
Americanii însă, cu ajutorul avioanelor de recunoaștere aveau informații exacte despre mișcarea unităților japoneze și amiralul Jesse Oldendorf, comandantul navelor de însoțire a Flotei a 7-a s-a pregătit temeinic de apărarea strâmtorii Surigao.
Olendorf dispunea de o flotă de 6 cuirasate vechi(West Virginia, Maryland, Mississippi, Tennessee, California, și Pennsylvania), 8 crucișătoare (din care 4 crucișătoare grele: USS Louisville (nave amiral), Portland, Minneapolis și Shropshire), cinci crucișătoarele ușoare (USS Denver, Columbia, Phoenix, Boise) și 28 distrugătoare, dispunându-și navele precis de-a lungul strâmtorii înguste.
La ora 22:36 vedeta torpiloare PT-131 a dat de flota japoneză care naviga în întuneric și în următorii 3 ore și jumătate vedetele torpiloare rapide au lansat mai multe atacuri împotriva lui Nisimura. Nu au reușit să nimerească navele care se deplasau și ele repede, dar în acest timp navele lui Oldendorf au finalizat pregătirile manevrându-se în poziții și mai avantajoase.
Dimineața la ora trei japonezii au intrat în strâmtoare unde navele americane dispuse pe ambele părți de-a lungul țărmului au lansat spre ei cu duzina torpedourile lor împotriva japonezilor care avea foarte puțin loc de manevră.
Ambele cuirasate au fost nimerite, Fuso s-a scufundat, iar Yamashiro avariat, dar a putut să se mai deplaseze. Au fost scufundați și două distrugătoare, un al treilea devenind inutilizabil.
La ora 3:16 cuirasatul West Virginia de la o distanță de 38 km a detectat cu radarul său flota japoneză care se apropia. La ora 3:53 de la o distanță de 21 km folosindu-și sistemul electronic ultramodern pe bază de radar de dirijare a focului a deschis focul în întunericul beznă asupra navelor japoneze care se apropiau la o distanță peste distanța vizuală. Cu prima salvă a tunurilor de 406mm a nimerit din plin Yamashiro. Peste două minute i-au venit în ajutor  cuirasatele California și Tennessee care erau de asemenea dotate cu astfel de sisteme de conducere a focului cu radar.
Japonezii neavând sisteme radar nu aveau nicio șansă să răspundă. Celelalte nave de luptă americane de asemenea au rămas în afara luptei,iar celelalte pe baza exploziilor în jurul navelor japoneze încercau să determine poziția japonezilor.
În focul cuirasatelor americane Yamashiro a fost scufundat repede, iar celelalte două nave japoneze grav avariate (crucișătorul Mogami și distrugătorul Shigure s-au întors.
Cea de a doua parte a Grupului de Sud al japonezilor (crucișătoarele grele Naci și Ashigara, crucișătorul ușor Abukuma și alte 8 distrugătoare) sub comanda amiralului Sima rămași în urmă cu 40 km urmărea forțele lui Nishimura.
Și ei au fost atacați de vedetele torpiloare americane care au nimerit Abukuma. Văzând epavele flotei lui Nishimura, navele avariate care se retrăgeau, Sima a decis retragerea. În strâmtoarea îngustă noaptea printre torpedourile americane și epavele japonezilor întoarcerea navelor nu s-a dovedit o sarcină ușoară, nava amiral a lui Shima ciocnindu-se de crucișătorul Mogamicare se retrăgea avariat. 'Mogami a suferit avarii atât de grave datorită ciocnirii, că a devenit nedirijabil a doua zi fiind scufundat de americani.
Lupta navală din strâmtoarea Surigao a fost ultima luptă în istorie în care au luptat nave de luptă contra navelor de luptă - aici fiind ultima dată scufundată o navă doar cu loviturile tunului unei alte nave de luptă.

## Lupta de la insula Samar (25 octombrie 1944): DECIZIA

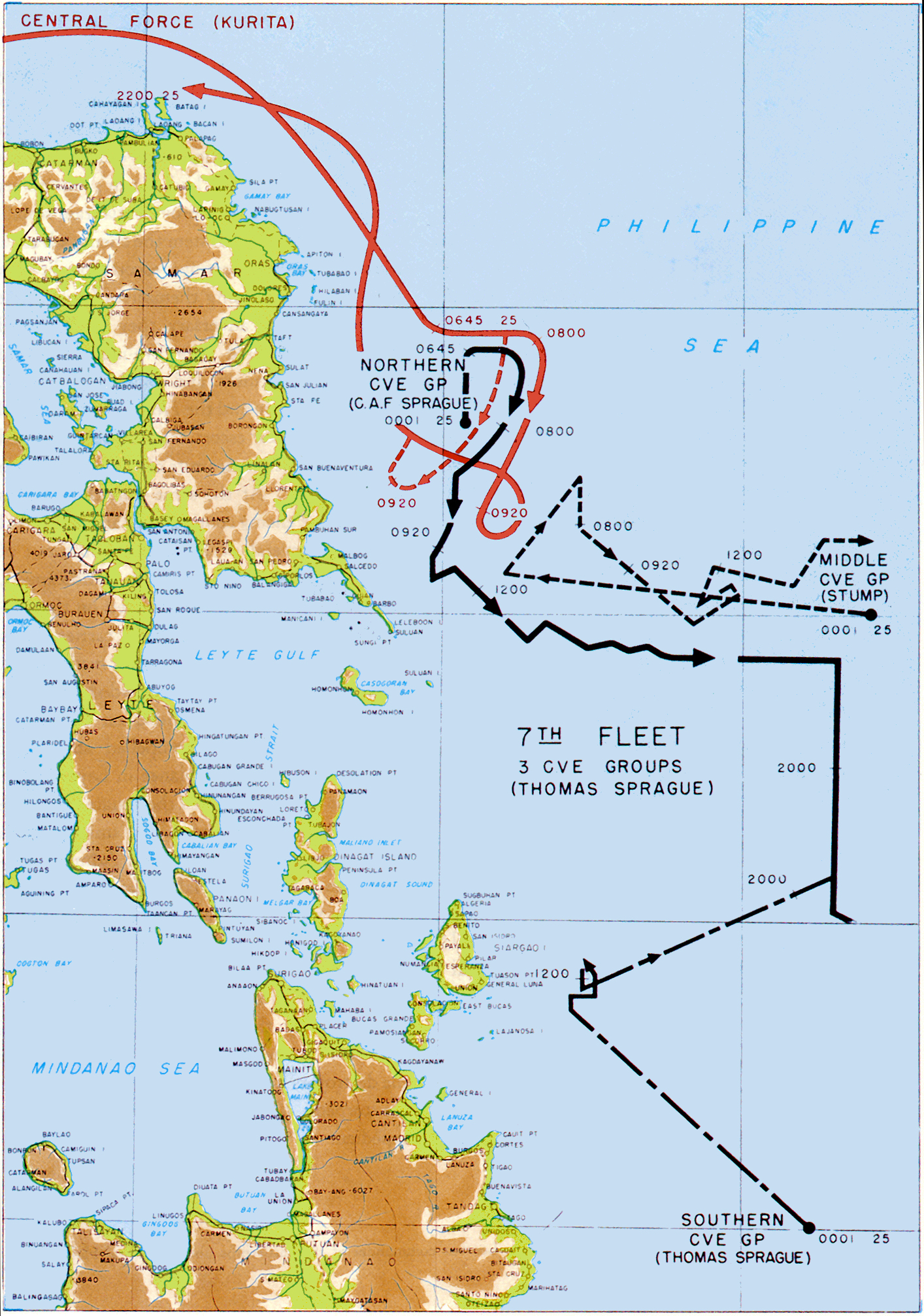
Lupta de lângă ţărmul insulei Samar.

Amiralul Halsey a pornit deci cu toată viteza spre nord, să distrugă flota-momeală a lui Ozawa, între timp lăsând descoperită strâmtoarea San Bernardino din partea de nord a insulei Samar. În afară de el toți (Nimitz la comandamentul superior și amiralul Kinkaid la Flota a 7-a) că Halsey se ia după Ozawa cu portavioanele sale,iar puternicul grup 34 păzește trecătoarea. Grupul 34 nici nu s-a format, iar cuirasatele lui Lee se deplasau împreună cu flota lui Halsey spre nord, ca dealtfel toate navele Flotei a 3-a.
Navele lui Kurita la ora 3 dimineața în data de 25 octombrie au ocolit insula Samar prin nord și s-au întors spre sud înspre Leyte. Pe lângă uriașul cuirasat Yamato mai erau alte trei cuirasate urmăriți de 6 crucișătoare grele, două ușoare și o duzină de distrugătoare.
Între ei și flota americană de debarcare mai era doar cele 16 portavioane de însoțire a Flotei a 7-a, navele care însoțeau portavioanele, 3distrugătoare și câteva nave mai mici slab înarmate și lente. Sarcina principală a portavioanelor de însoțire a fost recunoașterea și sprijinirea trupelor de uscat, nu erau cu adevărat potrivite pentru a lupta împotriva luptei contra navelor inamice, deoarece erau lente și nu aveau blindaj. În afară de avioanele lor erau practic neînarmate, exceptând câteva tunuri și mitraliere.
Pe portavioane erau în total 450 de avioane, în special avioane de vânătoare și avioane torpiloare, echipate în principal cu bombe contra submarinelor.
Americanii numeau aceste nave lente și fără cuirasă  pentru însoțirea portavioanelor tin can/cutii de conserve. Aceste nave aveau doar rol de protecție contra submarinelor, pentru că lipsa armelor și blindajului nu le permitea să se angajeze împotriva unor ținte de suprafață mai serioase.

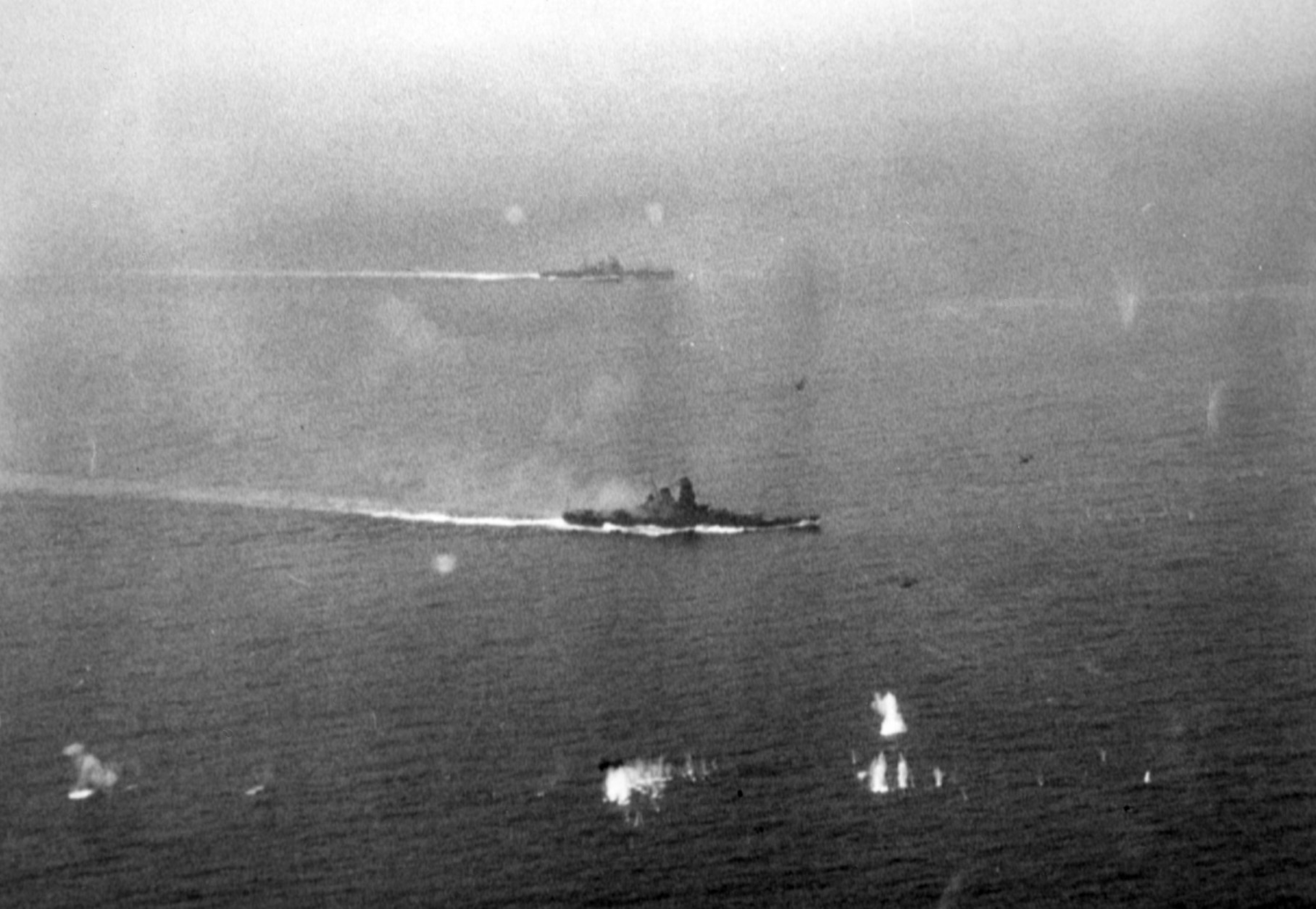
Yamato în acţiune lângă insula Samar.

Flota japoneză a fost depistată prima dată la ora 6:43 de un avion de recunoaștere aparținând unității navale aflate sub comanda contraamiralului Clifton Sprague (grupul de luptă 77.4.3, cu 6 portavioane de însoțire, 3 distrugătoare, 4 vedete). Raportul precis suna astfel: Flotă inamică cu 4 cuirasate, 4 crucișătoare grele, 2 ușoare, 10-12 distrugătoare la 20 de mile spre nord se apropie cu 30 de noduri. Toată lumea credea că pilotul a confundat grupul de nave nr. 34 al americanilor cu inamicul, motiv pentru care i s-a ordonat să se apropie. Văd pagodele, sunt japonezi a venit răspunsul, referindu-se la suprastructurile cu formă caracteristică ale japonezilor.
Surpriza a fost totală. În câteva minute marinarii grupului de luptă puteau să vadă și cu ochii liberi flota japoneză care apărea de după orizont, apoi în scurt timp au început să cadă și proiectilele. Sprague și-a întors imediat portavioanele și avioanele au decolat imediat, după care portavioanele s-au retras spre adăpostul unui nor de ploaie, în timp ce distrugătoarele - tot sub foc inamic - au încercat să formeze o perdea de fum între flota americană și japonezi.

### Cutiile de conservă pornesc la atac

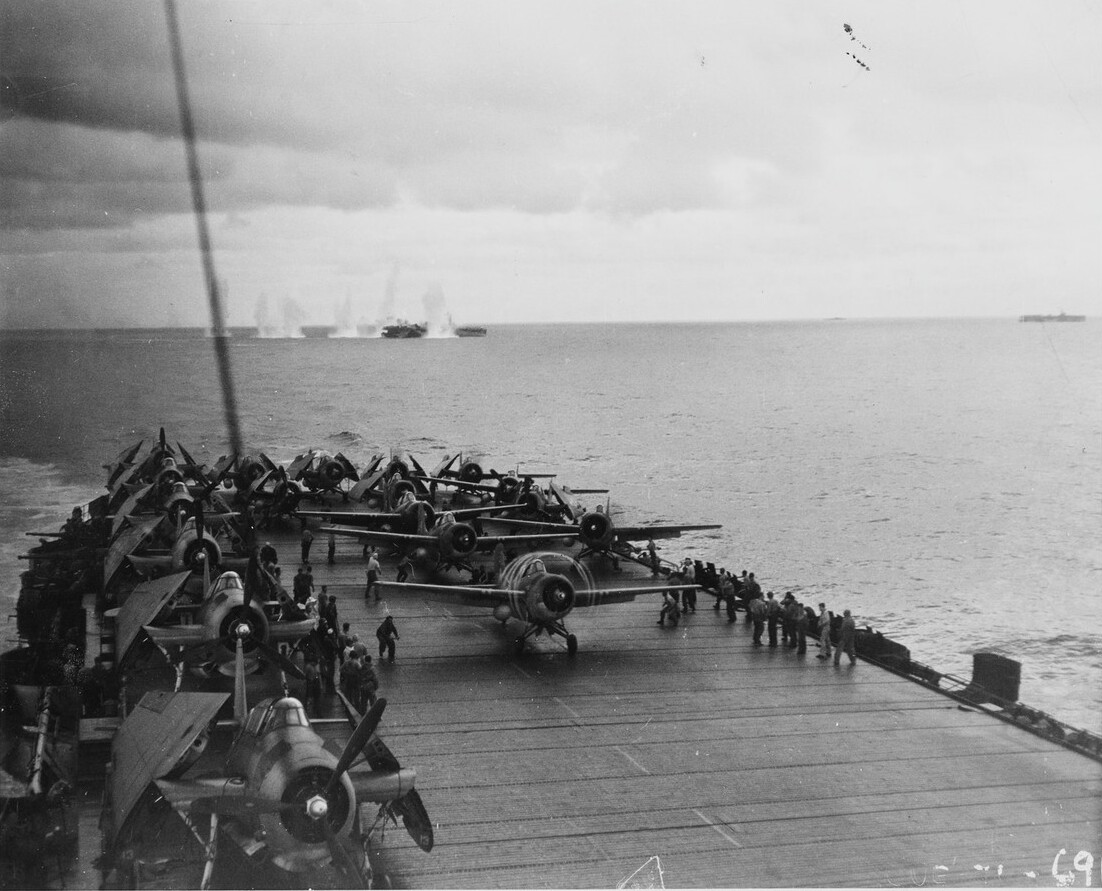
Portavionul CVE-71 Kitkun Bay se pregăteşte pentru lansarea avioanelor F4F Wildcat, Samar 25 Oct 1944

Distrugătorul Johnston a fost cel mai aproape de inamic. Din proprie inițiativă distrugătorul Johnston s-a desprins brusc de formație și, deplasându-se în zigzag pentru a îngreuna munca artileriei japoneze, s-a îndreptat cu toată viteza spre flota străină. 
Căpitanul Ernest Evans, de origine cherokee, al distrugătorului de 2100 tone a condus nava sa la un asalt sinucigaș împotriva navelor de luptă japoneze, din care cea mai mică navă era de 18 ori mai mare decât propria sa navă. Navele distrugătorii nimereau lovitură după lovitură crucișătorul Kumano care conducea flota japoneză, dar tunurile de calibru mic nu reușeau să provoace distrugeri semnificative. Apropiindu-se de flota japoneză, distrugătorul și-a lansat toate cele 10 torpile, dintre care una a nimerit și a oprit Kumano. Navele de luptă japoneze, în final, au calculat poziția distrugătorul și cu mai multe salve au anihilat-o. Distrugătorul a plutit în continuare în derivă.
Însuflețit de exemplul distrugătorului Johnston, Sprague a trimis la atac și celelalte distrugătoare (Hoel, Heermanși distrugătorul escorta Samuel B. Roberts) din Taffy 3, care au atacat cu determinare sinucigașă, mai mult decât atât, au pătruns între navele japoneze, astfel încât acestea nu au putut să-și folosească tunurile principale împotriva distrugătoarele americane de teama lovirii unei alte nave japoneze. Cu tunurile mai mici însă au lansat un foc nimicitor asupra distrugătoarelor, scufundându-le pe toate, ultimul (Samuel B. Roberts) fiind înarmat doar cu două tunuri de 12.5 cm și 3 torpile.
Aceste nave mici prin acțiunea lor au lansat torpile, încetinind navele japoneze care se apropiau de zona de debarcare americană. Formația japoneză a fost dezorganizată, deoarece navele atacate de torpile trebuiau să vireze pentru a evita torpilele care se apropiau.
Între timp Thomas Sprague (nicio legătură cu Clifton Sprague) a ordonat celor 16 portavioane din cele trei unități să lanseze avioanele de pe bordul lor, indiferent de înarmarea lor, astfel că unele avioane au decolat doar cu mitralierele încărcate sau cu bombe de adâncime împotriva submarinelor, care împotriva crucișătoarelor japoneze blindate nu erau de mare folos. Din ordinul lui au decolat în jur de 450 de avioane, marea lor majoritate FM-2 Wildcat și avioane torpiloare TBM Avenger. Contraatacurile aeriene au fost aproape neîncetate și unele, în special cele lansate din partea Taffy 2, erau dure. Au fost scufundate două crucișătoare grele japoneze, un altul a devenit inutilizabil și practic toate navele japoneze au suferit avarii grele.
Portavioanele lui Taffy 3 s-au întors spre sud și s-au retras, acoperiți de tirul de artilerie. Japonezii între timp trăgeau permanent în portavioanele americane. Portavionul Gambier Bay, care era ultimul din formație, a explodat și s-a scufundat, multe alte portavioane suferind de asemenea avarii. Spre marele noroc al americanilor, crucișătoarele japoneze foloseau proiectile perforante, care treceau prin corpul navelor fără să explodeze, lăsând în urma lor doar niște găuri mici care puteau fi reparate. Artileriștii japonezi nici nu visau că trag asupra unor nave neblindate, dar oricum pentru tunurile de mare calibru ale japonezilor nu prea era altă muniție în afara celor perforante.
Căpitanul Evans rănit și echipajul au reușit să facă din nou utilizabil distrugătorul Johnston și cu tunurile funcționale au deschis din nou focul, de data aceasta trăgând asupra unui mic grup de distrugătoare japoneze care se pregătea de atac cu torpile împotriva portavioanelor americane ușoare. Salva neașteptată de tun a dezorientat japonezii care au greșit tirul împotriva portavioanelor, vărsându-și toată supărarea împotriva distrugătorului Johnston care lupta simultan împotriva japonezilor și scufundării. Distrugătorul american, luat în vizor simultan de cinci nave japoneze, a fost trimis în curând la fundul oceanului împreună cu căpitanul Evans și 186 persoane din echipaj.

### Amiralul Kurita se retrage
Ferocitatea apărării i-au făcut pe japonezi să creadă că au de a face cu o mare unitate a flotei și nu distrugătoare și portavioane ușoare fără apărare. În confuzia luptei nava amiral a lui Kurita Yamato s-a întors spre nord să evite atacul cu torpile, pierzând astfel contactul cu lupta. Kurita nu era conștient de faptul că lui Ozawa i-a reușit să momească departe unitatea de crucișătoare a lui Halsey și credea că se luptă cu forțe superioare.
La ora 9:20 când americanii au renunța la orice speranță că vor salva portavioanele ușoare Kurita și-a întors flota și a dat ordinul de retragere. A pierdut trei crucișătoare grele, iar dintre cuirasate doar Yamato a rămas neatins.
Amiralul japonez era convins că dacă mai insistă va cauza doar niște pierderi inutile flotei japoneze având convingerea că luptă împotriva elementelor Flotei a 3-a americane și este doar o chestie de timp ca forțele lui Halsey să-l înconjoare și să-l anihileze. 
Kurita astfel a pierdut oportunitatea scufundării navelor din golful Leyte. Navele japoneze s-au regrupat pornind în mare viteză spre strâmtoarea San Bernardino din nord, scăpând de întâlnirea cu forțele lui Halsey care se întorceau din lupta cu forțele lui Ozawa.  Nagato, Haruna și Kongō erau ușor avariate de atacul aviatic de pe portavioanele ușoare al lui Taffy 3. La începutul luptei Kurita dispunea de cinci cuirasate. Acum pleca doar cu Yamato în stare de luptă.

### Atacul kamikaze și sfârșitul luptei
Americanii răsuflau ușurat văzând plecarea flotei japoneze când - prima dată în cursul războiului - flota de debarcare și portavioanele ușoare de însoțire au fost atacate de kamikaze. Portavionul de escortă St. Lo al Taffy 3 a fost lovit, explodând și scufundându-se la ora  11:20.
Grupul de luptă 77.4.3 a pierdut în total două portavioane de escortă, două distrugătoare și o vedetă. Datorită problemelor de comunicare și ale neînțelegerilor zile la rând nu a pornit nimeni să salveze supraviețuitorii, astfel pierderea americanilor ridicându-se la aproximativ 1000 marinari și piloți, pierderile japonezilor nu se cunosc precis.

## Lupta de la capul Engaño (25-26 octombrie 1944 )

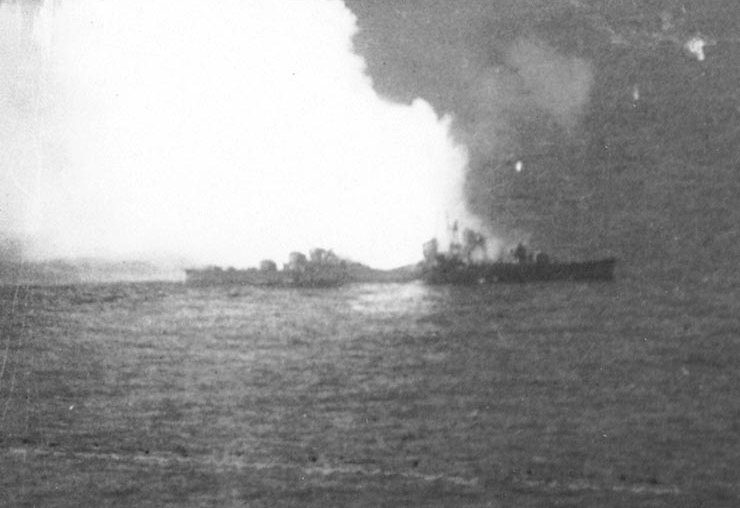
Distrugătorul japonez Akizuki explodând (bătălia de la Capul Engaño)

Flota de nord a amiralului Ozawa era formată din patru portavioane (din Zuikaku - ultimul portavion care a supraviețuit din cele șase portavioane care au participat la atacul de la Pearl Harbor) și trei portavioane ușoare: Zuihō, Chitose și Chiyoda, din două cuirasate din primul război mondial, transformate parțial în portavioane: Hyūga și Ise, dar care în timpul luptei nu aveau la bord avioane, trei crucișătoare ușoare: (Ōyodo, Tama și Isuzu) și nouă distrugătoare. Această forță avea doar 108 avioane.
Flota 3 a lui  Halsey era mult superioară flotei lui Ozawa.
Halsey dispunea de: 
- cinci portavioane mari și moderne (Intrepid, Franklin, Lexington, Enterprise, Essex),
- cinci portavioane ușoare (Independence, Belleau Wood, Langley, Cabot, San Jacinto),
- șase cuirasate (Alabama, Iowa, Massachusetts, New Jersey, South Dakota, Washington),
- opt crucișătoare (două grele și șase ușoare) și
- mai mult de 40 de distrugătoare.

Flota de 10 portavioane americane purta la bord 600-1000 avioane.
La 25 octombrie orele 02:40 Halsey a ordonat formarea unității TF34 formată în jurul a 6 cuirasate al Flotei a 3-a și alte nave de însoțire comandată de viceamiralul Willis A. Lee și a dat ordin să se apropie de flota lui Ozawa. Celelalte unități ale lui Halsey activau în continuare sub numele de grupul de luptă nr. 38 sub comanda tactică a amiralului Marc Mitscher. Halsey intenționa să atace forțele lui Ozawa cu avioanele, apoi să îi lovească cu tunurile grele ale navelor aflate sub comanda lui Lee.

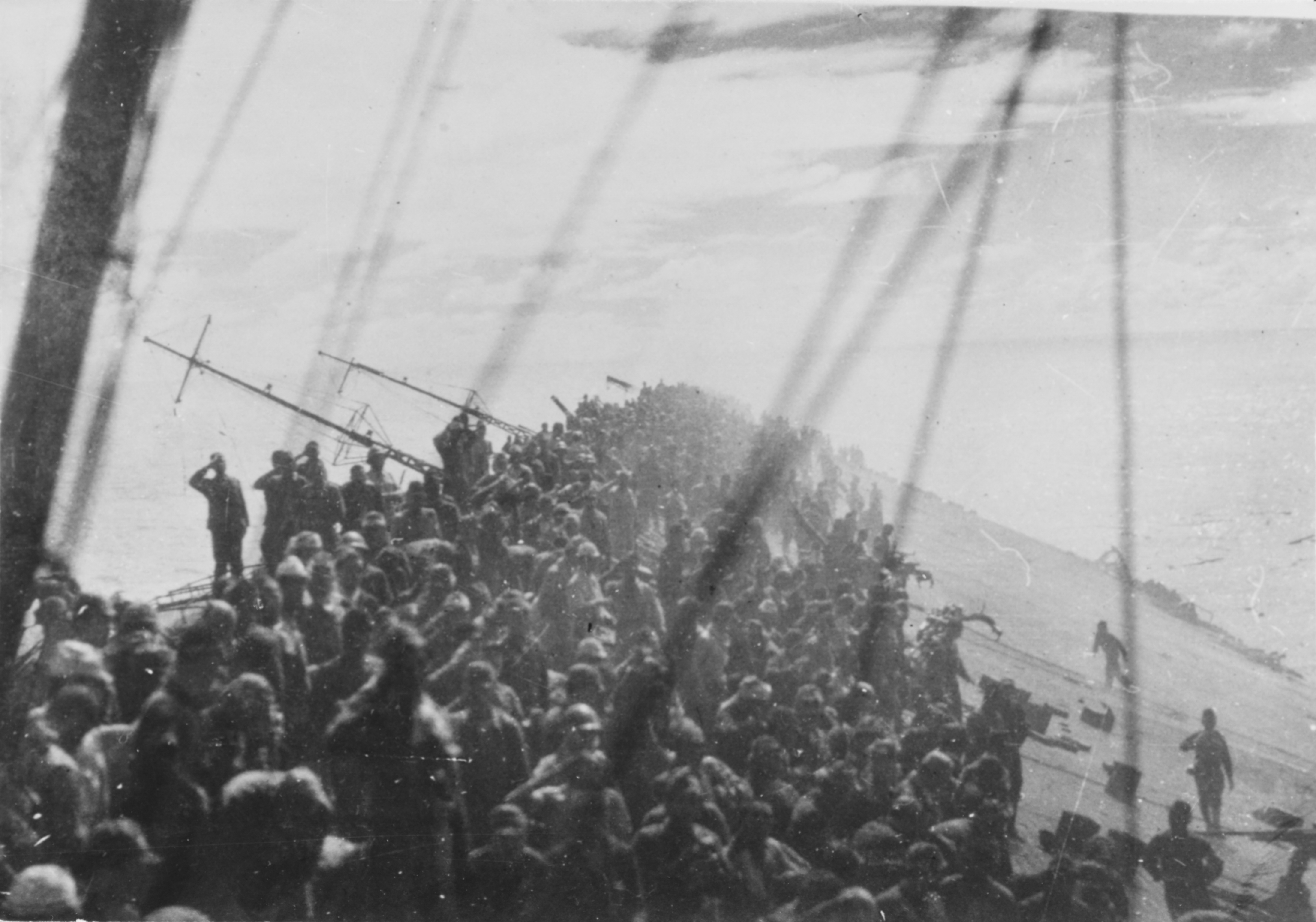
Echipajul portavionului japonez Zuikaku salută coborârea drapelului, care încetează să mai fie nava amiral a Marinei Imperiale Japoneze.

Dimineața Ozawa a trimis 75 de avioane împotriva Flotei a 3-a. Marea majoritate a avioanelor au fost doborâte de avioanele de patrulare, flota americană nefiind afectată. Puținele avioane japoneze care au supraviețuit au aterizat la baze terestre aflate în Luzon.
Ca răspuns, în timpul nopții, amiralul Mitchel care avea comanda tactică a unității TF38 a ordonat primul atac aerian la care au participat 180 de avioane, înainte ca Grupul de Nord japoneză să fie localizată. Când avioanele de recunoaștere au contactat inamicul la ora 07:10,  forța aeriană de atac orbita în fața forțelor navale. La ora 08:00 avioanele americane au atacat, avioanele de vânătoare care protejau bombardierele distrugând aproximativ 30 de avioane de patrulare ale lui Ozawa. Atacul aerian a continuat în mai multe valuri succesive până seara totalizând 527 de ieșiri, scufundând portavionul Zuikaku, portavioanele ușoare Chitose și Zuihō și distrugătorul Akizuki, toate soldate cu pierderi umane mari. Portavionul ușor Chiyoda și crucișătorul Tama au fost grav avariate. Rămânând fără nava sa amiral, Ozawa s-a transferat pe crucișătorul ușor Ōyodo.

### Criza - Flota a 7-a cere ajutor

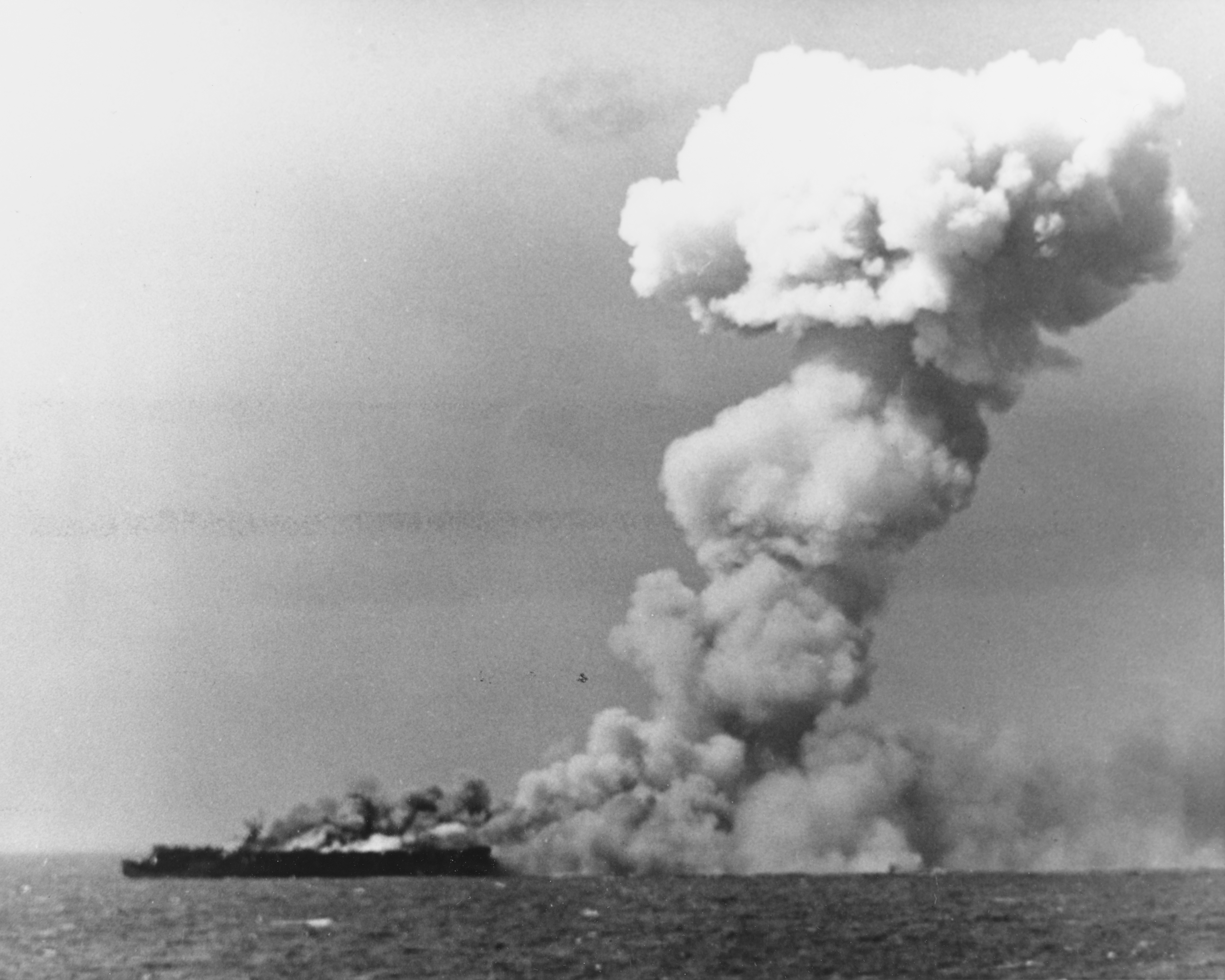
Portavionul USS Princeton incendiat de bombele avioanelor japoneze

După ora 8 25 octombrie au început să sosească mesajele disperate ale flotei a 7-a a amiralului Kinkaid care erau atacați de "Forța de Sud" a lui Nishimura în Strâmtoarea Surigao încă de la ora 02.00. Situația era atât de gravă, încât un mesaj al lui Kinkaid a sosit necodificat: "STAREA MEA ESTE CRITICĂ. DOAR INTERVENȚIA CUIRASATELOR RAPIDE ȘI LOVIREA AERIANĂ A INAMICULUI O POT ÎMPIEDICA SĂ DISTRUGĂ PORTAVIOANELE ȘI SĂ INTRE ÎN GOLFUL LEYTE." Halsey în memoriile sale își amintea că era șocat de acest mesaj pentru că datorită faptului că mesajele veneau în mari cantități, decodarea mesajelor nu se mai făcea în ordinea sosirii lor și ajungeau la el cu mari întârzieri. Se pare că nu a primit la timp acest mesaj vital de la Kinkaid până în jurul orei 10:00. Halsey mai târziu spunea că știa că Kinkaid are probleme, dar nici nu visa că situația este atât de gravă mergând până la faptul că cuirasatele au rămas aproape fără muniție.
De la o distanță de 4,800 km la comandamentul din Pearl Harbor amiralul Nimitz monitoriza solicitările disperate ale unității Taffy 3 prin mesajele radio și i-a trimis lui Halsey un mesaj direct: "UNDE ESTE TASK FORCE 34? LUMEA ÎNTREAGĂ SE ÎNTREABĂ", Ultima parte a mesajului era doar o umplutură pentru a deruta criptanaliștii  japonezi și dintr-o eroare a operatorului nu a fost îndepărtat de operator, ajungând la Halsey. Halsey a crezut că "LUMEA SE MIRĂ" este o critică aspră și sarcastică din partea lui Nimitz. Halsey s-a înfuriat aruncându-și chipiul pe punte. Șeful său de stat, contraamiralul Robert Carney l-a liniștit, spunând lui Halsey: "Opriți-vă! Ce naiba e cu dumneavoastră? Adunați-vă!"
La ora 11:15 Halsey după mai mult de trei ore de la primul mesaj disperat în sfârșit a luat măsuri, a întors unitatea  TF 34 care erau deja aproape la o bătaie de tun de forțele  lui Ozawa dându-le cursul spre sud spre insula Samar. Două ore și jumătate au fost apoi petrecute cu realimentarea distrugătoarelor care însoțeau TF 34.
După această succesiune de întârzieri TF 34 nu a mai putut acorda practic niciun ajutor pentru salvarea portavioanelor de escortă a Flotei a 7-a a lui Sprague, nici să urmărească flota lui Kurita care se retrăgea prin strâmtoarea San Bernardino, au putut doar să dea o mână de ajutor la salvarea supraviețuitorilor lui Taffy 3. 
Cu toate acestea, la 16:22, într-o încercare disperată și chiar și mai tardivă în încercarea sa de a interveni în evenimentele de pe Samar, Halsey a format un nou grup TG-34.5 - sub comanda contraamiralului Badger, construit în jurul celor mai rapide nave a Flote a treia: cuirasatele Iowa și New Jersey, ambele capabile de o viteză de peste 32 noduri (60 km/h) împreună cu trei crucișătoare și opt distrugătoare aparținând TF 34. Cuirasatele rapide au plecat în trombă spre sud, lăsându-l pe Lee cu TF34 să-i urmeze. 
Morison observă că dacă aceste două cuirasate a fi ajuns din urmă Forța Centrală Japoneză ar fi fost în inferioritate față de tunurile lui de pe cuirasatele lui Kurita. Cu toate acestea TG 34.5 a ajuns în urmă distrugătorul avariat și rămas în urmă Nowaki aflat în afara strâmtorii San Bernardino pe care au scufundat-o, împreună cu supraviețuitorii de pe Chikuma.

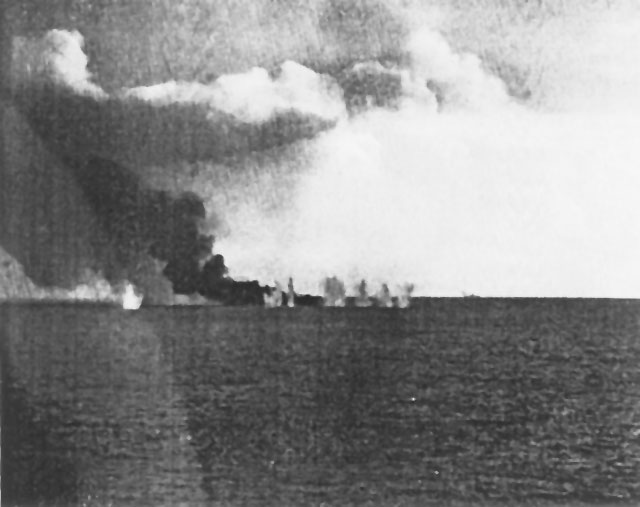
Portavionul Gambier Bay este lovit. Se văd bine coloanele de apă care se ridică datorită loviturilor japoneze.

### Lupta de la capul Engaño  - Sfârșitul luptei
Atunci când Halsey la 11:15 s-a întors spre sud, el a detașat o forță  formată din patru crucișătoare și nouă de distrugătoare și sub comanda contraamiralului DuBose a trimis-o în urmărirea rămășițelor forțelor lui Ozawa. Crucișătoarele în jurul orei 17:00 au scufundat portavionul ușor Chiyoda avariat și în jurul orei 20:59 după o luptă înverșunată distrugătorul Hatsuzuki. Atunci când Ozawa a aflat de grupul relativ slab al lui DuBose, cu o bună recunoaștere a situației a ordonat crucișătoarelor Ise și Hyūga să să atace forța americană, dar acestea în întunericul care se lăsa nu a reușit să localizeze forțele lui DuBose. Trimiterea de către Halsey a celor șase cuirasate ale lui Lee făceau acum vulnerabilă TF 38 la un contraatac al forței de momeală din nord.
Ca un ultim moment al luptei submarinul american Jallao la orele 23:10 a torpilat și scufundat crucișătorul deja avariat Tama.

### Evaluări
Amiralul William F. Halsey a fost mult criticat după luptă, pentru că a comis cel puțin cinci greșeli care ar fi putut cauza pierderi grele americanilor.

### Pierderi
La 26 octombrie 1944 se încheie după patru zile, cea mai mare bătălie aero-navală din istorie, la care au participat:
- 68 nave japoneze - 225 nave americane (raport 1/3)
- 400 avioane nipone - 1500 avioane americane (raport 1/ 4)

În cursul luptelor au fost scufundate 35 de nave din care
- 27 nave japoneze--8 nave americane (raport 5/1 la număr și 8/1 la tonaj)[2]

Pierderile din Bătălia din Golful Leyte nu au fost uniforme la toate forțele participante, de exemplu distrugătorul Heermann în ciuda luptei inegale cu inamicul a terminat bătălia cu o pierdere de doar șase persoane. Mai mult de 1 000 marinari și piloți ale portavioanelor de escortă au murit. Datorită problemelor de comunicare foarte mulți supraviețuitori de pe  Taffy 3 au fost salvați doar după câteva zile, mulți pierind în mod inutil.
Datorită duratei bătăliei unele pierderi au avut loc înainte, iar altele după  bătălie dar și în afara perimetrului bătăliei. 
Una din sursele care arată pierderile bătăliei:

#### Pierderi ale aliaților
SUA în timpul bătăliei a pierdut șase nave de luptă
- 1 Portavion ușor: USS Princeton
- 2 Portavioane de escortă: USS Gambier Bay și USS St. Lo (prima mare navă de luptă scufundată de un atac kamikaze.)
- 2 Distrugătoare: USS Hoel și USS Johnston
- 1 Distrugător de escortă: USS Samuel B. Roberts
- 4 alte nave americane au fost avariate.

#### Pierderi ale japonezilor
În timpul Bătăliei din Golful Leyte japonezii au pierdut 26 nave de luptă:
- 1 Portavion greu: Zuikaku, nava amiral a forțelor de Nord
- 3 Portavioane ușoare: Zuihō, Chiyoda și Chitose
- 3 Cuirasate: Musashi, nava amiral al fostei Flotei Combinate), Yamashiro și Fusō
- 6 Crucișătoare grele: Atago, Maya, Suzuya, Chokai, Chikuma și Mogami
- 4 Crucișătoare ușoare: Noshiro, Abukuma, Tama și Kinu
- 9 Distrugătoare: Nowaki, Hayashimo, Yamagumo, Asagumo, Michishio, Akizuki, Hatsuyuki, Wakaba și Uranami

## Urmările bătăliei, comemorări, amintiri ale bătăliei

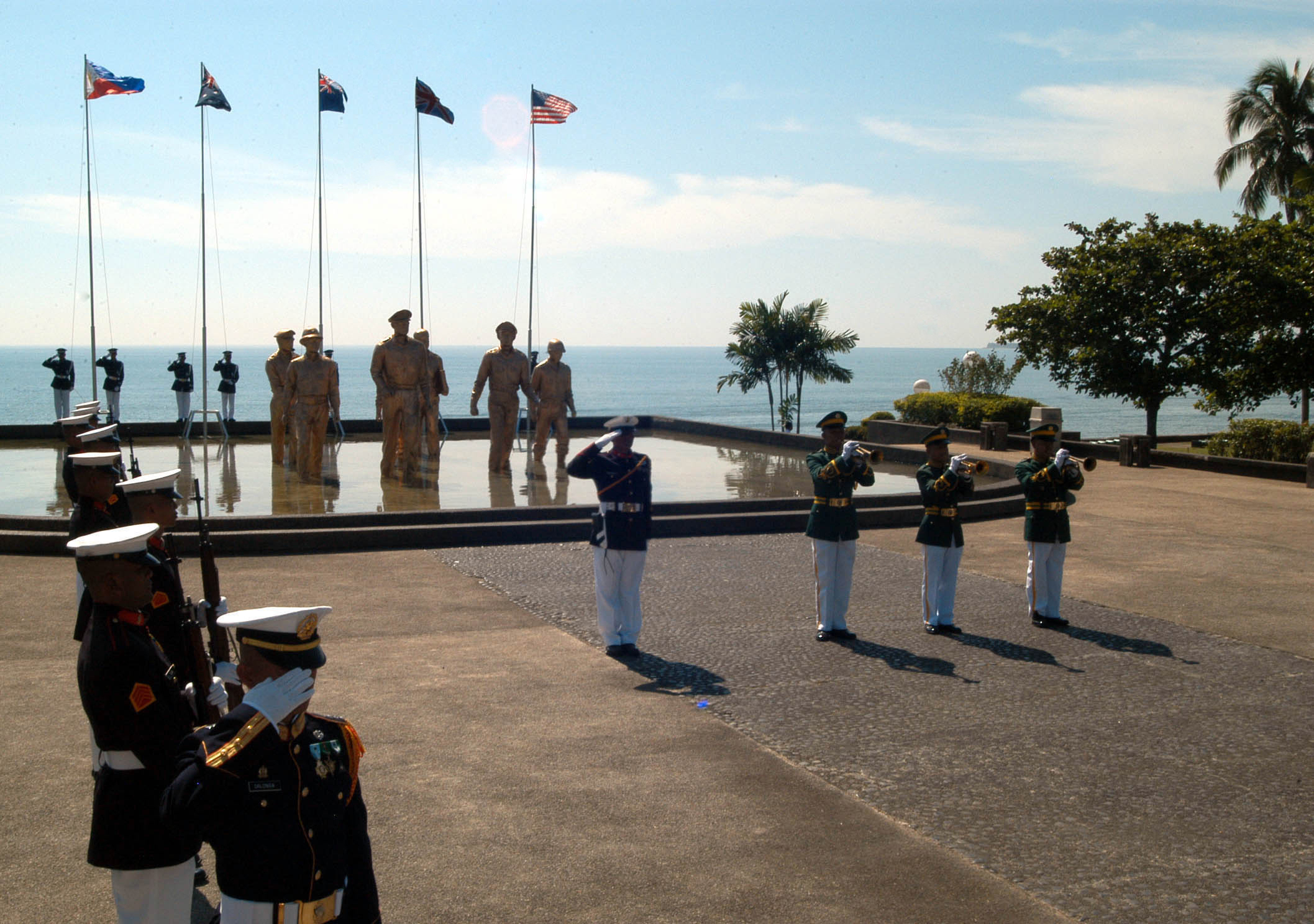
Ceremonie la Leyte cu ocazia celei de a 60-a aniversare a bătăliei (20 octombrie 2004).

Bătălia a asigurat zona de debarcare a Armatei a VI-a SUA în Leyte de un atac venit de pe mare. Cu toate acestea aliații au luptat până în decembrie 1944 până când insula a fost ocupată în totalitate.

#### Audio/visual media
- Lost Evidence of the Pacific: The Battle of Leyte Gulf. History Channel TV
- Dogfights: Death of the Japanese Navy. History Channel. TV
- Battle 360: Battle of Leyte Gulf. History Channel. TV
- Animated History of The Battle of Leyte Gulf Arhivat în 12 ianuarie 2009, la Wayback Machine.
- Victory At Sea: The Battle For Leyte Gulf, (1952). Episode 19 from a 26-episode film series about naval combat during World War II.